# Уреки
Уреки (груз. ურეკი) — посёлок городского типа в Озургетском муниципалитете края Гурия (Грузия). Знаменит своими пляжами с магнитными песками.

## География
Расположен на побережье Чёрного моря. Ж.-д. станция на линии «Самтредиа — Батуми».
Прибрежную курортную зону называют Магнетити. Это место массового пляжного отдыха с чёрными магнитными песками. На урекском побережье в Чёрное море впадают реки Сепа, Кучхис Абано, Натанеби, Супса. В 1970-х годах были построены большие круглогодичные санатории «Горный хрусталь», «Колхида», «Мегоброба» (Дружба).
В 2014 году сотрудники Геофизической обсерватории в Душети (Тбилиси) измерили интенсивность магнитного поля на всем протяжении Урекского пляжа. Средний уровень магнитной аномалии в Уреки составляет 150—250 мкТл (микротесла), местами доходит до 850 мкТл.
На территории Уреки расположен государственный питомник, дом отдыха и пансионат. Также в Уреки имеются множество частных гостиниц и гестхаусов.
Уреки расположен в 60 километрах к северу от Батуми и в 10 километрах к югу от Поти. Уреки является одним из самых популярных приморских курортов Грузии.

## Население
Население посёлка по переписи 2014 года составляет 1166 человек, из них большинство грузины.